# Cimetière national de Florence
Le cimetière national de Florence est un cimetière national des États-Unis situé dans la ville de Florence, en Caroline du Sud,. Administré par le département des États-Unis des affaires des anciens combattants, il s'étend sur 24,9 acres (10,1 ha), et à partir de 2014, contient plus de 9 000 inhumations.

## Histoire
Le cimetière est créé à l'origine sur un terrain confisqué, et plus tard acheté par le gouvernement fédéral. Le terrain est d'abord la propriété de James H. Jarrott et est à un quart de mile de Florence Stockade. Il devient un cimetière national en 1865, et les restes inhumés des na les cimetière des champs de bataille de la guerre de Sécession, sont transférés et ré-inhumés.
Le cimetière national de Florence est inscrit sur le Registre national des lieux historiques en 1998.

## Inhumations notables
- Florena Budwin, une femme qui a enfilé l'uniforme de l'Union et fait semblant d'être un homme, afin qu'elle puisse servir aux côtés de son mari, qui était capitaine, lors de la guerre de Sécession. Son mari a été tué et elle a été capturée par les forces confédérées, et a servi comme infirmière dans le camp de prisonniers de guerre de Florence jusqu'à sa mort.
- Maître d'équipage de première classe James Elliott Williams, récipiendaire de la médaille d'honneur pour son action lors de la guerre du Viêt Nam.